# Dancemania
Dancemania foi uma serie de álbuns de compilações de remix do i-Dance que lidava principalmente com a dance music (especialmente o "Eurodance" e o "Bubblegum dance"); apesar de muitas de suas faixas serem feitas por vários músicos de todo o mundo e principalmente do continente europeu. A primeira edição do Dancemania 1 foi lançado em 10 de abril de 1996, com artistas como E-Rotic, Cut 'N' Move, Me & My, Maxx, Basic Element, Magic Affair, Odyssey, Captain Jack, Interactive, Space Pilots, e DJ Quicksilver como o principal misturador.
Dancemania gerou muitos projetos de sub-séries, como Summers & Winters, Bass, Euro Mix, Super Techno, Clássics, Delux, game, Club, Zip Mania, Trance, Trance Paradise, Covers e Speed. Muitas dessas sub-séries geraram cada um seus próprios projetos de sub-séries. A série lançou aproximadamente 50 volumes nos primeiros quatro anos e a gravadora afirmou que mais de 10 milhões de cópias foram vendidas até o final do século XX. Muitas músicas da série foram licenciadas para uso em jogos Bemani da Konami , como Dance Dance Revolution ou Dance Maniax.

## Lançamentos
| N. | Data de lançamento     | Ref.   |
| -- | ---------------------- | ------ |
| 1  | 10 de abril de 1996    | [ 1 ]  |
| 2  | 17 de julho de 1996    | [ 2 ]  |
| 3  | 9 de outubro de 1996   | [ 3 ]  |
| 4  | 16 de janeiro de 1997  | [ 4 ]  |
| 5  | 28 de abril de 1997    | [ 5 ]  |
| 6  | 16 de julho de 1997    | [ 6 ]  |
| 7  | 16 de outubro de 1997  | [ 7 ]  |
| 8  | 16 de janeiro de 1998  | [ 8 ]  |
| 9  | 29 de abril de 1998    | [ 9 ]  |
| 10 | 16 de julho de 1998    | [ 10 ] |
| X1 | 13 de janeiro de 1999  | [ 11 ] |
| X2 | 9 de abril de 1999     | [ 12 ] |
| X3 | 23 de julho de 1999    | [ 13 ] |
| X4 | 20 de outubro de 1999  | [ 14 ] |
| X5 | 13 de janeiro de 2000  | [ 15 ] |
| X6 | 12 de abril de 2000    | [ 16 ] |
| X7 | 19 de julho de 2000    | [ 17 ] |
| X8 | 17 de janeiro de 2001  | [ 18 ] |
| X9 | 18 de abril de 2001    | [ 19 ] |
| 20 | 21 de novembro de 2001 | [ 20 ] |
| 21 | 30 de janeiro de 2002  | [ 21 ] |
| 22 | 26 de abril de 2002    | [ 22 ] |

### Série principal
Summers & Winters
Os Summer criam principalmente dance e o reggae. Os Winters criam principalmente breakbeat e big beat.
- Nonstop Megamix Dancemania Summers 1 – 3
- Nonstop Megamix Dancemania Summers 2001
- Nonstop Megamix Dancemania Winters 1 – 2
- Nonstop Megamix Dancemania Winters Rock Groove

Speed
- Nonstop Megamix Dancemania Speed 1 – 10
- Classical Speed 1 – 2
- Hyper Nonstop Megamix Dancemania Speed G1 – G5
- Happy Speed The Best of Dancemania Speed GHyper
- Nonstop Megamix Dancemania Speed Best 2001
- Nonstop Megamix Dancemania Speed Presents Happy Ravers
- Nonstop Megamix Dancemania Speed Presents Trance Ravers
- Dancemania Speed Presents Best of HardcoreNonstop Megamix
- Dancemania Speed SFX
- Hyper Nonstop Megamix

Christmas SpeedHyper Nonstop Megamix 
- Dancemania Speed TV
- Nonstop Megamix Speed Deka
- Nonstop Megamix Anime Speed
- Anime Speed Newtype Edition
- Speedrive
- Nonstop Megamix Speed Buyuuden

Bass
- Nonstop Megamix Dancemania Bass #0 – #11

Euro-Mix
- Nonstop Megamix Dancemania Euro Mix Happy Paradise 1 – 2
- Dancemania Presents J:Paradise
- Dancemania EURO CLASSICS

Super Techno
- Nonstop Megamix Dancemania Super Techno I – II
- Nonstop Megamix Dancemania Super Techno Best

Classics
- Dancemania Classics
- Nonstop Megamix Dancemania Euro Classics
- Nonstop Megamix Dancemania Club Classics 1 – 2
- Nonstop Megamix Dancemania SuperClassics 1 – 3
- Nonstop Megamix Dancemania SuperClassics Best
- Nonstop Megamix Dancemania 80's
- Non-stop Essential Mix Dancemania 80's Two
- Dancemania Sparkle Classics – Best of 80s Disco Pop

Trance Paradise
- Trance Paradise The Best
- Hime Trance 1 – 4
- Himetra Best
- Himetra Speed
- Himetra Presents Tsukasa Mix
- Himetra Anime
- MixHostrance 1 – 2
- Auto Gallery Tokyo 2006
- Kabatra

Outros
- Non-stop Megamix Dancemania Sports
- Dancemania presents Disco Groove
- Nonstop Megamix Disco Viking
- Nonstop Megamix Disco Viking Megamix
- Dancemania Presents Summer Story 2007 Supported by 9LoveJ
- Dancemania Presents Summer Story 2008 Supported by Club J
- Dancemania Presents Summer Story 2009

## Ligações Externas
- (em: Japonês)Site oficial do Dancemania